# Philippe Torreton
Philippe Torreton, född 13 oktober 1965 i Rouen, Normandie, är en fransk skådespelare.

## Utmärkelser
Torreton har bland annat vunnit Césarpriset för bästa manliga huvudroll 1997 för Capitaine Conan.

## Roller i urval
- 1992 – L.627 – gatans lag
- 1995 – Lockbetet
- 1996 – Capitaine Conan
- 1999 – Allt börjar idag
- 2004 – L'Équipier
- 2009 – District 13: Ultimatum
- 2011 – Présumé coupable
- 2013 – Dagarnas skum